# Auszischen
Auszischen ist ein Zeichen heftigen Missfallens, das als kollektive Kundgebung eines Publikums vor allem im Theater bis zum Anfang des 20. Jahrhunderts üblich war. Es war in der Regel gegen Autoren, Regisseure, aber besonders gegen einzelne Darsteller gerichtet, konnte sie zum Schweigen bringen und sogar deren Abgang von der Bühne bewirken. Vor allem das Auszischen durch das Galeriepublikum war gefürchtet.

## Geschichte
Auszischen und Pfeifen als Missfallenskundgebungen im Theater werden bereits in der Poetik des Aristoteles erwähnt.
Ein Auszischen auf der Bühne wird bereits in der Opera buffa La serva padrona (1733) von Giovanni Battista Pergolesi verwendet. Dort bringt eine Magd ihren Dienstherrn mit dem Wort Zit (auf Deutsch etwa „Sss“) zum Schweigen. Weil dies eine Umkehrung der Machtverhältnisse bedeutete, wurde das Werk vor der Französischen Revolution berühmt.
Jakob Michael Reinhold Lenz verstand das Auszischen in seiner Erzählung Der Waldbruder (1776) als städtische Ausdrucksweise: „[…] so ist mir der Spott des ehrlichen Landmanns immer noch Wohltat gegen das Auszischen leerer Stutzer und Stutzerinnen in den Städten“.
Das Allgemeine Theater-Lexikon von 1846 hält das Pfeifen für die deutlichste, aber unangemessene Missfallensbekundung im Theater und meint dazu: „Zischen und Auspochen reicht für Mißfallen  an Stück oder Darstellern vollkommen aus.“ Zischen wurde jedoch häufig mit dem als Theatergenre der Unterschichten verschrienen Melodram in Zusammenhang gebracht und aus den vornehmeren Theatern verbannt.
Der Schauspieler August Junkermann gibt 1888 durch seinen Vergleich mit dem Zischen einer Dampflokomotive eine Vorstellung vom Höreindruck eines zischenden Publikums: „[…] jenes ominöse Zischen, das den Schauspieler empfindlicher berührt als den Reisenden das Zischen einer Lokomotive, wenn er den Zug verpasst […]“.
Seit dem 20. Jahrhundert ist das Auszischen auch im (europäischen) Unterhaltungstheater mehrheitlich tabu, und das Ausbuhen gilt als die „schonendere“ Art der Verurteilung. Der Kritiker Hermann Bahr trat am Ende des 19. Jahrhunderts gegenüber Verordnungen der Hoftheater, die das Zischen verboten, für diesen Brauch ein und sah in ihm die notwendige Kehrseite des Applauses. Auch der englische Schriftsteller Sidney Isaacs erklärt das Zischen 1927 zu einem Recht des Publikums, hält aber ein geplantes Auszischen für unstatthaft.
Seit dem Zweiten Weltkrieg ist nur noch bei ausgeprägten Theaterskandalen vom Zischen des Publikums die Rede, zum Beispiel während der politisch engagierten 68er-Bewegung.
Verwendet wird es nach wie vor, um unpassenden Beifall zwischen den Strophen oder Sätzen eines klassischen Musikwerks zu unterdrücken, etwa bei Liederabenden.

## Entwicklung in den USA
Der Astor Place Riot 1849 gilt bei einigen Autoren als Ende des Theaters als Teil der proletarischen Kultur in den USA. Damit eng verbunden sei das Ende des Zischens, Stühlewerfens wie auch der Nob-und-Snob-Kultur, die Arm und Reich in einem Raum verband. Thomas Hackett zufolge wandte sich die Unterschicht Tierkämpfen und Sportveranstaltungen zu. Insbesondere bei letzteren setzte aber in kurzer Zeit ein ähnlicher Prozess ein. Hackett sieht das professionelle Wrestling in der Nachfolge dieser Kultur, wo auch nach wie vor gezischt wird.
Robert Clyde Allen bezieht sich ebenfalls auf den Astor Place Riot, spricht aber von einem Beginn der Feminisierung, einer Verfeinerung des Theaters. Er konstatiert, dass vor 1850 Frauen in der Pitt, dem Theaterparkett, nicht zugelassen worden seien. Dies änderte sich schnell in den Jahren danach, nicht nur wegen des Riots, sondern weil man mit einem höheren Anteil Frauen und verbessertem Komfort im Raum des Parketts ein friedlicheres und seltener zischendes Publikum anstrebte. Allen zufolge war ab den 1860ern das Zischen so gut wie nicht mehr Bestandteil der amerikanischen Theaterkultur, was mit einem Wandel der Rechtsprechung einherging. Während zuvor das Zischen als Recht des Publikums angesehen worden war, wurde anschließend das Recht der Veranstalter und Schauspieler auf anständige Behandlung betont. Allen sieht Vaudeville und New Burlesque als spezifisch amerikanische Gegenströmung zum verfeinerten (europäischen) Theater.

## Politik
Siegfried Prokop berichtet von einem Auftritt Walter Ulbrichts an der Leipziger Universität im April 1956. Die Landwirtschaftsforschung in der DDR hatte sich unter anderem wegen Hans Stubbe gegen den politisch favorisierten Lyssenkoismus eingesetzt. Ulbricht hatte bei seinem Besuch mehrere Professoren beleidigt und war bei einer Versammlung der Landwirtschaftlich-Gärtnerischen Fakultät von den Studenten mit Zischen und Scharren bedacht worden. Ulbricht reagierte unter anderem mit der Maßregelung einzelner Parteimitglieder unter den Professoren.
Als Missfallenskundgebung von Studenten ist es auch für Campusvorträge Andy Warhols 1967 belegt.